# Гендлин, Николай Александрович
Николай Александрович Гендлин (1916—2008) — советский и российский журналист, кинематографист, создатель первой в СССР любительской киностудии «Суррогат-фильм», руководитель Ярославской студии телевидения, главный редактор многотиражки и создатель студенческой киностудии «Квант» Ярославского технологического (политехнического) института, участник Великой Отечественной войны.

## Биография и творчество
Родители Гендлина (отец, инженер, и мать, учительница) познакомились в сибирской ссылке. В 1937 году отец был репрессирован. Несмотря на предложение отказаться от отца, Николай этого не сделал. Всю жизнь вёл дневники, записывал туда важные события и мысли о каждом дне. Для безопасности вёл два дневника, а не один. В записях Николай подмечал поступки людей, оценивал их, наблюдал характеры и типы, особенно яркие в критических обстоятельствах войны. Все это в дальнейшем позволило ему управлять режиссёрским процессом: «Ты у нас в картине будешь вором, а ты — герой-любовник, она — жена директора!»
Гендлин как молодой политработник был отправлен в Тоцкие лагеря учиться на командира артиллерийской батареи. Затем уже в качестве артиллериста Николай Александрович освобождал Белоруссию, Польшу, дошел до Берлина.
После войны Николай вернулся в Ярославль и поселился в коммуналке, где жили семьи журналистов. Николай Александрович любил фильмы Чарли Чаплина и стал снимать игровое кино, особенно часто комедии. Сюжеты выбирал из книг Марка Твена, Бидструпа, Хемингуэйа. Зрители не только узнавали в актёрах своих знакомых, но и смеялись над ситуациями: «Доклад состоялся, но…», «Трудный экзамен»…
Студия «Суррогат-фильм», основанная Гендлиным, была первой в СССР любительской киностудией, а её шуточное название не отражалось на качестве выходящих один за другим фильмов. Час на экране, а до этого недели обсуждений сценария, несколько месяцев съемок с множеством дублей — так творчески «отдыхали» актёры-любители. В 1951 году Гендлин пригласил своих коллег по газете сыграть роли в фильме «Остров смерти». Приключенческая киноистория, в которой первобытные охотники решали свои жизненные проблемы — охотились на мамонта, жарили врага на костре, пришлась по вкусу ярославскому зрителю, а вскоре и всей стране. Другая картина «Вымерли ли мамонты?» была представлена на международном кинофестивале в Болгарии и получила Гран-при. На счету киностудии немало заслуженных побед и всеобщего признания. Пиком взлета «Суррогат-фильма» сам Николай Александрович считал фильм по произведению О. Генри «Вождь краснокожих» (1956 год). Это была первая в мире экранизация этого рассказа.
В 60-х в Ярославле работали уже три любительские киностудии, и город стал столицей любительского кино в СССР. Более того, появилась и конкуренция среди любителей. В домах культуры устраивались киновечера с показом любительских фильмов. Перед сеансами «больших» картин демонстрировались киножурналы, в том числе «Наш край» Николая Гендлина.
Николай Александрович работал корректором, корреспондентом газеты «Северный рабочий», но любовь к кинематографу привела его в политехнический институт (нынешний ЯГТУ), где он стал редактором газеты «За технические кадры». Здесь он мог снимать фильмы на современном оборудовании и в обустроенной кинобудке. Киностудию назвали «Квант» — один из символов научно-технического прогресса.
Фильмы выходили один за другим: «День открытий», «Последний подвиг Геракла» — всего более ста картин за творческую деятельность Гендлина. В качестве актёров нередко снимались студенты, известные в будущем ярославцы: журналисты, преподаватели, профессора, врачи, руководители.
Умер 30 мая 2008 года на 93-м году жизни.

## Память
12 мая 2017 года в Центральной библиотеке имени М. Ю. Лермонтова г. Ярославля состоялась презентация книги — военных дневников Николая Александровича Гендлина, выпущенной издательством «Академия 76» в 2016 году..